# Mangone
Mangone község (comune) Olaszország Calabria régiójában, Cosenza megyében.

## Fekvése
A megye déli részén fekszik. Határai: Cellara, Figline Vegliaturo, Paterno Calabro és Santo Stefano di Rogliano.

## Története
A 9. században alapították a szaracén portyázások elől menekülő cosenzai lakosok.

## Népessége
A népesség számának alakulása:

## Főbb látnivalói
- Palazzo Mauro
- Palazzo Montemurro
- Madonna dell’Arco-templom
- San Giovanni Evangelista-templom